# A Little Soap and Water
A Little Soap and Water es un corto de animación estadounidense de 1935, de la serie de Betty Boop. Fue producido por los estudios Fleischer y distribuido por Paramount Pictures. En él aparecen Betty Boop y Pudgy, su mascota canina.

## Argumento
Betty tiene problemas con Pudgy a la hora del baño. El can se hace huidizo y se escabulle constantemente, sacando a Betty de sus casillas.

## Producción
A Little Soap and Water es la cuadragésima primera entrega de la serie de Betty Boop y fue estrenada el 21 de junio de 1935.